# Nikefor Brijenije Mlađi
Nikefor Brijenije (grč. Νικηφόρος Βρυέννιος, latinicom: Nikēphoros Bryennios)  (Orestijada, Drinopolje, 1062. – 1137.), bio je bizantski vojskovođa, državnik, kroničar i povjesničar. Rodio se u Orestijadi kod Drinopolja u bizantskoj temi Makedoniji.

## Životopis
Nikefor Brijenije Stariji je bio otac (ili djed) Nikeforu. Bio je guverner dračke teme. Pobunio se protiv Mihajla VII. Parapinaka Duke. Porazio ga je budući car Aleksije I. Komnen, koji ga je dao oslijepiti. Nikeforov sin, koji se isticao učenjem, osobnom ljepotom i kakvoćom kao osoba, stekao je sklonost cara Aleksija I. te je dobio ruku njegove kćeri Ane Komnen. Time je dobio naslov cezara i panhypersebastosa (to je bila jedna od novih počasti koje je uveo Aleksije).

## Izdanja
- Editio princeps objavio Petrus Possinus in 1661.
- Migne, Patrologia Graeca, cxxvii.
- August Meineke (s du Cangeovim komentarom), Corpus Scriptorum Historiae Byzantinae, Bonn, 1836. (besplatno internetsko izdanje, pdf)
- P. Gautier (uz francuski prijevod), Corpus Fontium Historiae Byzantinae 9, Bruxelles, 1975.